# Galina Ulanovová
Galina Sergejevna Ulanovová (rusky: Гали́на Серге́евна Ула́нова; 8. ledna 1910 Petrohrad – 21. března 1998 Moskva), byla ruská baletka, žačka Agrippiny Vaganovové. V roce 1928 se stala členkou tanečního souboru Mariinského divadla a roku 1944 přešla do moskevského Velkého divadla. Následující rok tančila titulní roli při světové premiéře Popelky od Sergeje Prokofjeva.[zdroj⁠?!]
Až ve věku 46 let jí bylo dovoleno vystoupit v zahraničí. Kariéru ukončila v 50 letech.[zdroj⁠?!] Poté se věnovala výchově nových baletek. Byla pohřbena na Novoděvičím hřbitově.